# Хор імені Олександра Кошиця
Хор імені Олександра Кошиця — український хор, що діє в Канаді, названий на честь першого диригента хору О. А. Кошиця. 1992 року хор був відзначений Шевченківською премією за популяризацію українського хорового мистецтва.

## Історія
1919 року за рішенням уряду Директорії було створено Українську республіканську капелу у складі 80 осіб. Хоровим диригентом призначили О. А. Кошиця (1875—1944). Того ж року капела на чолі з Кошицем виїхала на гастролі у країни Європи й Америки. У зв'язку з встановленням на українських землях більшовицької влади хор після гастролів не повернувся на батьківщину.
Хоровий колектив неодноразово змінював назву та склад учасників: спочатку — Українська республіканська капела, у 1926–1927 — Український національний хор, з 1936 року — Злучений український хор околиць Нью-Йорка, пізніше — Слов'янський хор, у 1941–1944 роках — хор Вищих курсів у Вінніпезі (Канада). Колектив об'їздив з концертами багато країн Європи й Америки.
Хор імені Кошиця продовжує діяльність як хор молоді Українського національного об'єднання. 1967 року перейменовано на Хор ім. Олександра Кошиця. З 1951 року хором керував учень О. Кошиця — В. П. Г. Климків. Від 1978 року хор неодноразово виступав з концертами в УРСР. 1992 року йому за популяризацію українського хорового мистецтва присуджена Державна премія України ім. Т. Шевченка.
Основу репертуару хору складають класичні твори А. Веделя, Д. Бортнянського, М. Лисенка, К. Стеценка, Я. Степового, Н. Демуцького, М. Яціневича, Вахнянина, Ф. Колесси, П. Козицького, М. Вериківського, В. Ступницького, сучасні українські хорові композиції («Чорна елегія» Є. Станковича, слова Павла Мовчана), народні пісні.